# Jorge Paixão da Costa
Jorge Paixão da Costa (* 13. Oktober 1954 in Lissabon) ist ein portugiesischer Filmregisseur.

## Leben
Geboren 1954 in Lissabon, studierte er Film an der Universität Stockholm (Abschluss 1982) und an der Masters School der Europäischen Filmakademie in Berlin (1992).
Bekannt wurde er als Regisseur einer Reihe von Fernsehserien. Mit seinem Kinofilm Os Mistérios da Estrada de Sintra (dt.: Die Geheimnisse der Strasse von Sintra) konnte er 2007 einen Publikumserfolg verzeichnen.
Er wandte sich danach mehrfach populären Figuren Portugals zu, etwa mit Jacinta (2017, über Jacinta Marto), Soldado Milhões (2018, über Aníbal Milhais) oder Jazzé Duarte (2019, über den Jazz-Radiomoderator José Duarte), drehte aber vor allem weiter für das Fernsehen.

## Filmografie (Auswahl)
| - 1992: Ladrão Que Rouba a Anão Tem Cem Anos de Prisão (Kurzfilm) - 1992: Auf Wiedersehen, Prinzessin - 1993: Le Phantôme du Palais (Kurzfilm) - 2000: Devolvidos (Doku.) - 2001: Quarto Vezes Quatro - O Triunfo da Forma (Kurzfilm) - 2003: Fugas.pt - 2005: A Escada (TV) - 2005: O Mergulho (TV) - 2005: 29 Golpes (TV) - 2007: O Mistério da Estrada de Sintra - 2007: A Invenção (TV) - 2017: Jacinta - 2018: Soldado Milhões - 2019: Jazzé Duarte (Doku.) - 2019: Não sei do que é que se trata, mas não concordo (Doku.) - 2021: Maluda (TV) | - 1990: Os Melhores Anos - 1994: Nas Paz Dos Anjos - 1994/1995: Desencontros - 1996: Roseira Brava - 1996/1997: Polícias - 1998: Férias de Verão - 1999: Não És Homem, Não És Nada - 2000: A Raia dos Medos - 2002: Sociedade Anónima - 2003: Lusitana Paixão - 2004: A Ferreirinha - 2007: Nome de Código: Sintra - 2009: O Que Se Passou Foi Isto - 2010: República (2 Folgen) - 2015: À Porta da História (Doku.-Serie) - 2018: Soldado Milhões (Dreiteiler) - 2020: A Espia (8 Folgen) - 2020: O Atentado - 2020/2021: Crónica dos Bons Malandros |